# Records des Knicks de New York
Cette page liste les records de l'équipe et des joueurs des Knicks de New York depuis leur création en 1946.

## Records individuels en saison régulière
En Gras : joueurs encore en activité en NBA.

### En carrière
| Statistique             | Joueur        | Record |
| ----------------------- | ------------- | ------ |
| Matchs joués            | Patrick Ewing | 1 039  |
| Points                  | Patrick Ewing | 23 665 |
| Passes décisives        | Walt Frazier  | 4 791  |
| Interceptions           | Patrick Ewing | 1 061  |
| Total de rebonds        | Patrick Ewing | 10 759 |
| Contres                 | Patrick Ewing | 2 757  |
| Tirs marqués            | Patrick Ewing | 9 260  |
| 3 points inscrits       | John Starks   | 982    |
| Lancers francs inscrits | Patrick Ewing | 5 126  |
| Pertes de balles        | Patrick Ewing | 3 318  |

### Sur un match
| Statistique                | Joueur                                   | Record | Date                                              |
| -------------------------- | ---------------------------------------- | ------ | ------------------------------------------------- |
| Minutes                    | Jim Baechtold                            | 62     | 25 février 1955                                   |
| Points                     | Carmelo Anthony                          | 62     | 24 janvier 2014                                   |
| Paniers marqués            | Jalen Brunson                            | 25     | 29 mars 2024                                      |
| Paniers tentés             | Jalen Brunson                            | 47     | 29 mars 2024                                      |
| Paniers à 3 points réussis | Donte DiVincenzo                         | 11     | 25 mars 2024                                      |
| Paniers à 3 points tentés  | J. R. Smith                              | 22     | 6 avril 2014                                      |
| Lancers francs réussis     | Richie Guerin Bernard King               | 22     | 11 février 1961 25 décembre 1984                  |
| Lancers francs tentés      | Carl Braun Richie Guerin Bernard King    | 26     | 22 février 1950 11 décembre 1959 25 décembre 1984 |
| Rebonds défensifs          | Patrick Ewing                            | 22     | 19 décembre 1992                                  |
| Rebonds offensifs          | Charles Oakley Mitchell Robinson         | 14     | 3 janvier 1989 9 avril 2023                       |
| Total rebonds              | Harry Gallatin Willis Reed               | 33     | 15 mars 1953 2 février 1971                       |
| Passes décisives           | Chris Duhon                              | 22     | 29 novembre 2008                                  |
| Interceptions              | Michael Ray Richardson                   | 9      | 23 décembre 1980                                  |
| Contres                    | Joe C. Meriweather Dikembe Mutombo       | 10     | 12 décembre 1979 4 janvier 2004                   |
| Balles perdues             | Michael Ray Richardson Amar'e Stoudemire | 11     | 13 novembre 1981 10 décembre 2010                 |

## Records individuels en playoffs

### En carrière
| Statistique             | Joueur         | Record |
| ----------------------- | -------------- | ------ |
| Matchs joués            | Patrick Ewing  | 135    |
| Points                  | Patrick Ewing  | 2 787  |
| Passes décisives        | Walt Frazier   | 599    |
| Interceptions           | Charles Oakley | 144    |
| Total de rebonds        | Patrick Ewing  | 1 413  |
| Contres                 | Patrick Ewing  | 299    |
| Tirs marqués            | Patrick Ewing  | 1 096  |
| 3 points inscrits       | John Starks    | 175    |
| Lancers francs inscrits | Patrick Ewing  | 587    |
| Pertes de balles        | Patrick Ewing  | 343    |

### Sur un match
| Statistique                | Joueur                                     | Record | Date                                    |
| -------------------------- | ------------------------------------------ | ------ | --------------------------------------- |
| Minutes jouées             | Harry Gallatin Walt Bellamy                | 58     | 26 mars 1952 27 mars 1968               |
| Points                     | Jalen Brunson                              | 47     | 28 avril 2024                           |
| Paniers marqués            | Bernard King                               | 19     | 22 avril 1984                           |
| Paniers tentés             | Bernard King Carmelo Anthony Jalen Brunson | 35     | 19 avril 1984 28 avril 2013 14 mai 2024 |
| Lancers francs réussis     | Patrick Ewing                              | 17     | 12 mai 1990                             |
| Lancers francs tentés      | Carmelo Anthony                            | 20     | 28 avril 2013                           |
| Paniers à 3 points réussis | Donte DiVincenzo                           | 9      | 19 mai 2024                             |
| Paniers à 3 points tentés  | Donte DiVincenzo                           | 15     | 19 mai 2024                             |
| Rebonds défensifs          | Josh Hart                                  | 18     | 10 mai 2024                             |
| Rebonds offensifs          | Charles Oakley Isaiah Hartenstein          | 12     | 15 mai 1994 14 mai 2024                 |
| Total rebonds              | Willis Reed                                | 36     | 2 avril 1970                            |
| Passes décisives           | Walt Frazier                               | 19     | 8 mai 1970                              |
| Interceptions              | Darrell Walker Patrick Ewing               | 7      | 17 mars 1984 4 mai 1990                 |
| Contres                    | Patrick Ewing                              | 8      | 17 juin 1994                            |
| Balles perdues             | Anthony Mason                              | 9      | 3 juin 1994                             |

## Records de la franchise

### Sur une saison
| Statistique                    | Record | Moyenne par match        | Saison    |
| ------------------------------ | ------ | ------------------------ | --------- |
| Points marqués                 | 9 567  | 116,7 points / match     | 1988-1989 |
| Rebonds                        | 5 440  | 68 rebonds / match       | 1961-1962 |
| Passes décisives               | 2 338  | 28,5 passes / match      | 1977-1978 |
| Interceptions                  | 900    | 11 interceptions / match | 1988-1989 |
| Contres                        | 492    | 6 contres / match        | 1989-1990 |
| Tirs marqués                   | 3 815  | 46,5 tirs / match        | 1977-1978 |
| Tirs tentés                    | 8 696  | 108,7 tirs / match       | 1961-1962 |
| Pourcentage au tir             | 49,6 % | /                        | 1979-1980 |
| 3 points marqués               | 1 083  | 13,2 tirs / match        | 2023-2024 |
| 3 points tentés                | 3 029  | 36,9 tirs / match        | 2021-2022 |
| Pourcentage à 3 points         | 39,2 % | /                        | 2020-2021 |
| Lancers francs marqués         | 2 300  | 31,9 tirs / match        | 1957-1958 |
| Lancers francs tentés          | 3 078  | 38,5 tirs / match        | 1965-1966 |
| Pourcentage aux lancers francs | 81,5 % | /                        | 2002-2003 |
| Pertes de balles               | 1 764  | 21,5 pertes / match      | 1977-1978 |